# 라시둔 칼리파국
라시둔 칼리파국(아랍어: الخلافة الراشدية) 또는 정통 칼리파국은 이슬람 역사에서 632년(이슬람력 11년) 선지자 무함마드가 사망하고 4명의 칼리파(정통 칼리파)가 제국을 통치한 시대를 가리킨다. 정통 칼리파조는 최전성기에 아라비아 반도에서 레반트를 거쳐 북으로는 코카서스, 서쪽으로는 이집트와 북아프리카를 거쳐 오늘날의 튀니지, 동으로는 이란고원을 거쳐 중앙아시아에 이르는 광대한 제국을 다스렸다. 마지막 알리 이븐 아비탈리브가 수니파인 무아위야 1세에게 암살당하며 막을 내린다.
시아파에서는 알리 이븐 아비탈리브를 제외한 아부 바크르 아스시디크, 우마르 이븐 알카타브, 우스만 이븐 아판을 인정하지 않는다.

## 같이 보기
- 이슬람의 황금기